# Microcarrizo
Microcarrizo – wymarły rodzaj sześcionogów z gromady owadów. Niesklasyfikowany do rzędu ani rodziny. Obejmuje tylko jeden znany gatunek: Microcarrizo paradoxicum.
Rodzaj i gatunek typowy opisane zostały w 2004 roku przez Aleksandra Rasnicyna na podstawie dwóch skamieniałości, z których holotypowa jest dość dobrze zachowana, a paratypowa jest zachowana słabo i prawdopodobnie stanowi wylinkę zwierzęcia.  Szczątki te odnaleziono na terenie Carrizo Arroyo w stanie Nowy Meksyk, w ogniwie Red Tanks formacji Bursum. Pochodzą one z asselu we wczesnym permie. Nazwa rodzajowa to połączenie greckiego μικρός (mikrós), oznaczającego „mały” i nazwy lokalizacji (Carrizo). Epitet gatunkowy oznacza po łacinie „paradoksalny”.
Owad ten miał ciemny, wzdłużnie pomarszczony oskórek. Długość jego ciała wynosiła około 3,3 mm, a razem z wieńczącym odwłok wyrostkiem końcowym (paracercus) około 5 mm. Oczy były duże, owalne w zarysie i niestykające się ze sobą. Przypuszczalnie brak było powiększonych głaszczków szczękowych. Odnóża były krótkie, grube i miały niepodzielone stopogolenie. Odwłok budowało dziewięć segmentów, z których ósmy był najdłuższy, a dziewiąty mały. Brak było przysadek odwłokowych. Ogólnym wyglądem owad ten przypominał młode osobniki przerzutek z rodzaju Dasyleptus, a także zarodki i świeżo wylęgnięte przerzutki z rodziny Machilidae. Zbudowany z zaledwie dziewięciu segmentów odwłok nie pozwala jednak zaliczyć go do przerzutek. Z kolei wśród znanych stadiów młodocianych owadów uskrzydlonych brak jest form mu podobnych. Według Rasnicyna możliwe, że jest on przedstawicielem nowego, nieznanego rzędu owadów, jednak fragmentaryczność skamieniałości uniemożliwia rozstrzygnięcie jego klasyfikacji.